# Klaus Tiedtke
Klaus Tiedtke (* 7. März 1940 in Bärwalde Ostpreußen) ist ein deutscher em. Ordinarius für Steuerrecht, Bürgerliches Recht, Handelsrecht und Zivilprozeßrecht.

## Leben
Klaus Tiedtke kam 1948 von Polen in die DDR, besuchte in Müncheberg/Mark die Volksschule und in Strausberg die Oberschule. Seit 1958 lebte er in der Bundesrepublik und legte am 25. Oktober 1960 die Reifeprüfung am staatlichen Gymnasium Hamm ab. Er studierte seit dem Wintersemester 1960/61 Rechtswissenschaften an der Westfälischen Wilhelms-Universität Münster und wurde dort 1966 mit seiner Inaugural-Dissertation „Aufrechnungsfragen beim gesetzlichen Forderungsübergang“ promoviert. 1970 trat er in die Finanzverwaltung ein. Nach einer mehrjährigen Tätigkeit als Dozent an der Landesfinanzhochschule Nordkirchen und als Richter am Finanzgericht Münster, wurde ihm 1975 durch die Rechtswissenschaftliche Fakultät der Universität Münster die Lehrberechtigung für Steuerrecht, Bürgerliches Recht, Handelsrecht und Zivilprozessrecht verliehen. Von 1978 bis zu seiner Emeritierung am 1. April 2008 war er ordentlicher Professor in Würzburg.
Klaus Tiedtke publizierte mehr als 500 Veröffentlichungen in juristischen Fachzeitschriften aus dem Bürgerlichen Recht, dem Steuerrecht, dem Handels- und Gesellschaftsrecht sowie dem Verfahrensrecht.

## Werke (Auswahl)
- Erbschaftsteuer- und Schenkungsteuer Kommentar. Erich Schmidt Verlag, Berlin 2009.
- mit Reinicke: Kaufrecht. 8. Auflage. Carl Heymanns, Köln / Berlin / München 2009, ISBN 978-3-8006-4096-6.
- mit Reinicke: Bürgschaftsrecht. 3. Auflage. Carl Heymanns, Köln, München 2008.
- mit Reinicke: Kreditsicherung. 5. Auflage. Luchterhand, Neuwied 2006.
- mit Schmitt: 40 Probleme aus dem BGB, Kaufrecht. Luchterhand, Neuwied 2005.
- Einkommensteuer- und Bilanzsteuerrecht. 2. Auflage. Neue Wirtschafts-Briefe, Herne / Berlin 1995.
- Gutgläubiger Erwerb im bürgerlichen Recht, im Handels- und Wertpapierrecht sowie in der Zwangsvollstreckung. Walter de Gruyter, Berlin 1985.
- Die innerprozessuale Bindungswirkung von Urteilen der obersten Bundesgerichte. Walter de Gruyter, Berlin 1976.